# تپه مرجان ۳۷ - k
تپه مرجان ۳۷ - k مربوط به عصر برنز میانی- دوره اشکانیان است و در شهرستان کنگاور، روستای قارلق تپه واقع شده و این اثر در تاریخ ۱۰ دی ۱۳۸۱ با شمارهٔ ثبت ۶۶۱۱ به‌عنوان یکی از آثار ملی ایران به ثبت رسیده است.